# 1ª Divisão 1949 (hockey su pista)
La 1ª Divisão 1949 è stata l'11ª edizione del torneo di primo livello del campionato portoghese di hockey su pista. Il titolo è stato conquistato dal Sintra per la prima volta nella sua storia.

## Stagione

### Formula
La 1ª Divisão 1949 vide ai nastri di partenza diciassette club divisi in due gironi; ogni girone fu organizzato con un girone all'italiana, con gare di andata e ritorno. Erano assegnati tre punti per l'incontro vinto e due punti a testa per l'incontro pareggiato, mentre ne era attribuito uno solo per la sconfitta. Al termine della prima fase le prime tre squadre di ogni gruppo si qualificarono alla fase finale; la vincitrice venne proclamata campione del Portogallo.

## Prima fase

### Regional do Norte
|  | Pos. | Squadra           | Pt | G  | V | N | P | GF | GS | DR |
|  | ---- | ----------------- | -- | -- | - | - | - | -- | -- | -- |
|  | 1.   | Académica         | ?  | 14 |   |   |   |    |    |    |
|  | 2.   | Infante de Sagres | ?  | 14 |   |   |   |    |    |    |
|  | 3.   | Espinho           | ?  | 14 |   |   |   |    |    |    |
|  | 4.   | Carvalhos         | ?  | 14 |   |   |   |    |    |    |
|  | 5.   | Estrela           | ?  | 14 |   |   |   |    |    |    |
|  | 6.   | Paco de Rei       | ?  | 14 |   |   |   |    |    |    |
|  | 6.   | Sanjoanense       | ?  | 14 |   |   |   |    |    |    |
|  | 7.   | Escola Livre      | ?  | 14 |   |   |   |    |    |    |

Legenda:
  Qualificata alla fase finale.
Note:

### Regional do Sul
|  | Pos. | Squadra          | Pt | G  | V  | N | P  | GF  | GS  | DR   |
|  | ---- | ---------------- | -- | -- | -- | - | -- | --- | --- | ---- |
|  | 1.   | Paço de Arcos    | 49 | 18 | 15 | 1 | 2  | 121 | 33  | +88  |
|  | 2.   | Sintra           | 48 | 18 | 14 | 2 | 2  | 108 | 37  | +71  |
|  | 3.   | Benfica          | 43 | 18 | 12 | 1 | 5  | 82  | 32  | +50  |
|  | 4.   | CF Benfica       | 39 | 18 | 10 | 1 | 7  | 71  | 47  | +24  |
|  | 5.   | Sporting Oeiras  | 38 | 18 | 10 | 0 | 8  | 64  | 56  | +8   |
|  | 6.   | Amadora          | 37 | 18 | 9  | 1 | 8  | 50  | 68  | -18  |
|  | 7.   | Cascais          | 32 | 18 | 7  | 0 | 11 | 34  | 46  | -12  |
|  | 8.   | Campo de Ourique | 32 | 18 | 7  | 0 | 11 | 44  | 61  | -17  |
|  | 9.   | Ateneu Comercial | 22 | 18 | 2  | 0 | 16 | 23  | 137 | -114 |
|  | 10.  | Lisgas           | 20 | 18 | 1  | 0 | 17 | 28  | 108 | -80  |

Legenda:
  Qualificata alla fase finale.
Note:

## Fase finale
|  | Pos. | Squadra           | Pt | G  | V | N | P | GF | GS | DR  |
|  | ---- | ----------------- | -- | -- | - | - | - | -- | -- | --- |
|  | 1.   | Sintra            | 26 | 10 | 7 | 2 | 1 | 48 | 18 | +30 |
|  | 2.   | Paço de Arcos     | 25 | 10 | 7 | 1 | 2 | 36 | 15 | +21 |
|  | 3.   | Benfica           | 22 | 10 | 5 | 2 | 3 | 36 | 25 | +11 |
|  | 4.   | Infante de Sagres | 21 | 10 | 5 | 1 | 4 | 31 | 30 | +1  |
|  | 4.   | Espinho           | 13 | 10 | 1 | 1 | 8 | 18 | 56 | -38 |
|  | 5.   | Académica         | 13 | 10 | 0 | 3 | 7 | 12 | 37 | -25 |

Legenda:
      Campione del Portogallo.
Note: